# Zelenogorsk (kraï de Krasnoïarsk)
Pour les articles homonymes, voir Zelenogorsk.
Zelenogorsk (en russe : Зеленогорск) est une ville fermée du kraï de Krasnoïarsk, en Russie. Cette ville enrichit de l'uranium pour le programme nucléaire russe et l'industrie nucléaire mondiale. En 2016, 15 % de l’uranium utilisé dans le monde comme combustible ou pour l’armement provient de Zelenogorsk. Elle compte 65 055 habitants en 2013.

## Situation
La ville est située sur la rive gauche de la rivière Kan à 180 km en amont du confluent avec l'Ienisseï, en Sibérie, et à 95 km à l'est de Krasnoïarsk.

## Usine d'enrichissement
L'usine comporte un bâtiment administratif, quatre ateliers, chacun faisant près d’un kilomètre de long, et une quinzaine de bâtiments annexes. Elle fait tourner des dizaines de milliers de centrifugeuses.

## Histoire
Dans les années 1950, le ministère soviétique de l'énergie atomique décide d'installer dans la région de Krasnoïarsk un complexe industriel pour l'enrichissement de l'uranium pour des armes nucléaires soviétiques. À cet effet, une nouvelle ville est construite secrètement à partir de 1956. L'usine d'enrichissement de l'uranium est mise en service en 1962.
En tant que ville fermée elle était connue sous le nom de code de Krasnoïarsk-45 jusqu'à la décision du président Boris Eltsine en 1992 de donner à cette ville son nom propre. Auparavant la ville n'apparaissait sur aucune carte officielle suivant les règles pour des villes secrets en URSS. Ce code était un code postal qui rappelait que la ville était proche de Krasnoïarsk.
À partir de 2005, l'entreprise française Saint Gobain Nucléaire (SGN) a effectué l'ingénierie de l'usine de déconversion de l'hexafluorure d'uranium appauvri en UO2 ou UF4 TENEX.

## Population
Recensements (*) ou estimations de la population
| 1959* | 1970*  | 2002*  | 2010*  | 2012   | 2013   |
| ----- | ------ | ------ | ------ | ------ | ------ |
| 9 200 | 48 700 | 69 355 | 66 056 | 65 617 | 65 055 |